# Амину, Идрисс
Идри́сс Ами́ну (англ. Idriss Aminu; род. 15 июля 1998) — ганский футболист, полузащитник клуба «Истиклол».

## Карьера
В Высшей лиге Таджикистана дебютировал в апреле 2020 года в матче против «Истиклола», где команда «Душанбе» проиграла с разгромным счётом 0:7.
В 2021 году стал игроком «ЦСКА» из Душанбе. Дебютировал за клуб в апреле 2021 года в матче против «Файзканда».